# Салих, Энвер Кадирович
Энвер Кадирович Салих (6 декабря 1929, Люберцы, Московская область — 8 ноября 2020, Курган) — советский государственный и партийный деятель, секретарь Курганского областного комитета КПСС по вопросам сельского хозяйства (1973—1990), заслуженный ветеринарный врач РСФСР, Почётный гражданин Курганской области (2009).

## Биография
Энвер Кадирович Салих родился 6 декабря 1929 года в городе Люберцы Ухтомского района Московского округа Московской области, ныне город — административный центр городского округа Люберцы Московской области.
Трудовую деятельность начал после окончания Люберецкой средней школы слесарем на Люберецкой базе «Заготзерно» Московской области.
В 1954 году окончил Троицкий государственный ветеринарный институт в Челябинской области и был направлен на работу главным ветеринарным врачом совхоза «Луговской» Усть-Уйского района Курганской области.
В 1957 году вступил в КПСС.
С 1960 по 1965 год работал директором совхоза имени Томина Усть-Уйского (с 1963 года — Целинного) района Курганской области. За короткий срок молодой директор вывел отстающий совхоз в число передовых хозяйств области.
С января 1965 года работал начальником Куртамышского районного управления сельского хозяйства Курганской области.
С ноября 1965 года работал в Курганском областном сельскохозяйственном управлении начальником ветеринарного отдела, затем заместителем начальника управления по животноводству и ветеринарии.
В 1971 году был избран первым секретарём Катайского районного комитета КПСС. 
С 1973 по 1990 год работал секретарём Курганского областного комитета КПСС по вопросам сельского хозяйства.
В 1975 году заочно окончил Свердловскую высшую партийную школу.
Был избран членом бюро Курганского обкома, Целинного, Куртамышского и Катайского райкомов КПСС, депутатом Курганского областного, Куртамышского, Катайского районных Советов депутатов трудящихся, членом президиума Курганского областного совета профсоюзов.
В 1990 году вышел на пенсию.
В 2012 году был заместителем руководителя Курганского областного избирательного штаба Общероссийского народного фронта «За Путина!».
Энвер Кадирович Салих умер 8 ноября 2020 года в городе Курган Курганской области. Прощание с ним было 11 ноября 2020 года в 13:00 в траурном зале №1 Курганской областной клинической больницы. Похоронен на кладбище села Кетово Кетовского сельсовета Кетовского района Курганской области, ныне село — административный центр Кетовского муниципального округа той же области.

## Награды
- Орден «Знак Почёта», 1971 год
- Юбилейная медаль «За доблестный труд. В ознаменование 100-летия со дня рождения Владимира Ильича Ленина», 1970 год
- Медаль «Ветеран труда»
- Медаль «За освоение целинных земель», 1964 год
- Звание «Заслуженный ветеринарный врач РСФСР», 1965 год
- Звание «Почётный гражданин Курганской области», 27 января 2009 года[8]

## Память
В 2004 году Энвер Салих передал на хранение в Государственное казенное учреждение «Государственный архив общественно-политической документации Курганской области» документы. Был сформирован фонд № 7020, в котором 64 единицы хранения.

## Семья
Энвер Салих был женат, жена Галина Фёдоровна, дочь Татьяна, сын Юрий.